# Горщаки
45°34′ пн. ш. 15°32′ сх. д. / 45.57° пн. ш. 15.54° сх. д.
Горщаки (хорв. Goršćaki) — населений пункт у Хорватії, у Карловацькій жупанії у складі міста Карловаць.

## Населення
Населення за даними перепису 2011 року становило 119 осіб.
Динаміка чисельності населення поселення: